# Oryza granulata
Oryza granulata là một loài thực vật có hoa trong họ Hòa thảo. Loài này được Nees & Arn. ex Hook. f. mô tả khoa học đầu tiên năm 1897.